# 广场街道 (湘潭市)
广场街道，是中华人民共和国湖南省湘潭市雨湖区下辖的一个乡镇级行政单位。

## 行政区划
广场街道下辖以下地区：
和平社区、南盘岭社区、韶山路社区、金塘社区、高岭社区、福利社区、建设社区和中心社区。